# Праг (кућа)
Праг је дрвена, камена или метална греда која се налази на доњој страни врата, између довратка. Прелази се при уласку у кућу или при мењању просторија које имају различите намене. Обично је висок отприлике 2 cm.
Постоје бројна сујеверја у вези с праговима. На пример, од почетка 20. века у неким културама верује се да на њему не би требало разговарати или поздрављати се како не би дошло до свађе. У Пољској, Украјини и Русији сматра се лошом срећом руковање или љубљење преко прага при сусрету с неким. У многим земљама се сматра срећом да младожења пренесе невесту преко прага у њен нови дом.